# (29857) 1999 FS28
A (29857) 1999 FS28 a Naprendszer kisbolygóövében található aszteroida. A LINEAR projekt keretében fedezték fel 1999. március 19-én.